# Martin Wilhelm Callmander
Martin Wilhelm Callmander ( 1975 - ) es un botánico suizo. Realiza sus actividades académicas en el "Instituto de Botánica" de la Universidad de Neuchâtel, siendo especialista en la flora de África y Madagascar.

## Algunas publicaciones
- m.w. Callmander, g.e. Schatz, porter p. Lowry. 2005. IUCN Red List assessment and the Global Strategy for Plant Conservation: taxonomists must act now. Taxon 54(4): 1047-1050

- La abreviatura «Callm.» se emplea para indicar a Martin Wilhelm Callmander como autoridad en la descripción y clasificación científica de los vegetales.[2]